# Công Thị Nghĩa
Công Thị Nghĩa (sinh năm 1932), hay còn gọi là Hoa hậu Thu Trang, là một điệp viên, nhà báo, và là Hoa hậu đầu tiên của Việt Nam. Bà từng là thành viên đoàn chủ tịch Hội Người Việt Nam tại Pháp, nguyên tổng thư ký Hội Khoa học xã hội của Hội Người Việt Nam tại Pháp. Bà còn được biết đến với một vai trò khác là tiến sĩ sử học.

## Sự nghiệp
Bà Công Thị Nghĩa sinh ra trong một gia đình tiểu tư sản, người gốc làng hoa Ngọc Hà, Hà Nội và là chị của hai người em, một trai một gái. Năm bà 10 tuổi, cha bà được điều động vào Sài Gòn làm việc, bà và gia đình theo ông vào miền Nam và ở lại Sài Gòn. Bà được giới nghiên cứu sử học biết đến nhiều hơn với tên gọi Thu Trang. Thu Trang là bút danh khi Công Thị Nghĩa làm nhà báo, sáng tác văn chương và viết sách nghiên cứu về lịch sử.
Năm 1950, bà được tuyên truyền tham gia Việt Minh, với vai trò là thành viên của tổ điệp báo hoạt động trong nội thành khu vực Sài Gòn – Gia Định với bí danh Tư Nghĩa, từng vào chiến khu.
Tháng 7 năm 1952, bà bị thực dân Pháp bắt và giam ở bốt Catinat, sau đó bị chuyển qua khám Lớn Sài Gòn
Trong phiên toà tháng 6 năm 1953, luật sư Nguyễn Hữu Thọ đã biện hộ và giải thoát cho Thu Trang, tham gia phiên tòa còn có bà Nguyễn Thị Châu Sa), Nguyễn Duy Liên.
Năm 1954, Thu Trang viết báo với bút hiệu Thanh Tâm, Nguyễn Huyền Thu... trên các báo Tân Văn, Cần học, Sài Gòn mới, Phụ nữ diễn đàn, Lẽ sống... với đủ thể loại từ thơ đến truyện ngắn, truyện dài....
Trong một lần bà được tòa soạn cử đi lấy tin về cuộc thi hoa hậu 1955, vài người quen biết trong ban tổ chức khuyên bà đi thi hoa hậu, và bà đã đoạt danh hiệu cao nhất của cuộc thi.
Từ đầu năm 1956, bà bước vào lĩnh vực điện ảnh với các vai diễn trong phim "Chúng tôi muốn sống" (đạo diễn Vĩnh Noãn) vào vai Kiều Nguyệt Nga trong phim "Lục Vân Tiên" (đạo diễn Tống Ngọc Hạp).
Thời gian sau bà sang sinh sống tại Pháp rồi thi vào Đại học, chuyên ngành cao học lịch sử Phương Đông của Đại học Sorbone. Để duy trì được cuộc sống và việc học ở đây, bà đi làm gia sư và làm thông dịch viên tiếng Anh. Bà đã bảo vệ luận án tiến sĩ sử học với đề tài "Những hoạt động của Phan Châu Trinh tại Pháp". Bà cũng là người viết cuốn "Những hoạt động của Nguyễn Ái Quốc tại Pháp 1917 – 1923" (Cuốn sách này đã được in tại Việt Nam).

## Danh hiệu Hoa hậu đầu tiên của Việt Nam
Ngày 20 tháng 02 năm 1955, trong dịp lễ kỉ niệm Hai Bà Trưng (âm lịch 06 tháng 02), chính quyền Ngô Đình Diệm lần đầu tiên tổ chức cuộc thi tìm người đẹp tại Sài Gòn. Do trước đó, ở Việt Nam chưa từng có cuộc thi mang tên hoa hậu nên có thể xem đây là cuộc thi hoa hậu đầu tiên ở nước này.
Cuộc thi này do Bộ Xã hội đứng ra tổ chức tại rạp Lido Chợ Lớn, thí sinh đa phần đang sinh sống tại Sài Gòn và các tỉnh miền Nam.
Trong cuộc thi này, bà Công Thị Nghĩa đã đăng quang bước lên bục cao nhất; Á hậu là Ngô Yên Thu, sinh viên Đại học Cần Thơ
Phần thưởng của bà khi đăng quang là 1 chiếc xe máy hiệu Lamberta, 1 chiếc kiềng 1 lượng vàng, 3 nghìn đồng (tương đương với 10 lượng vàng) và một vé máy bay đi Mỹ. Tuy nhiên chính quyền Ngô Đình Diệm lúc bấy giờ biết bà từng là điệp báo của Việt Minh nên đã cản trở, không cho bà sang Mỹ

## Cuộc đời thăng trầm
Năm 1957, bà Công Thị Nghĩa cùng đạo diễn Tống Ngọc Hạp đem phim Lục Vân Tiên sang Nhật Bản lồng tiếng, âm nhạc và tham dự Đại hội điện ảnh châu Á. Chuyến đi đó đã khiến bà trở thành tình nhân của Tống Ngọc Hạp và bà có thai ngay trong tháng đầu tại Tokyo.
Trở về Việt Nam, Công Thị Nghĩa chịu rất nhiều áp lực từ dư luận về việc làm tình nhân với một người đã có vợ.
Bà Công Thị Nghĩa đặt tên con là Tống Ngọc Vân Tiên và tiếp tục sống tại Sài Gòn..
Năm 1961, bà trốn sang Pháp và đi theo con đường học vấn, trở thành tiến sĩ sử học tại Đại học Paris VII
Trong thời gian theo học, bà đã kết thân với nhóm sinh viên Việt và Pháp ủng hộ cuộc kháng chiến chống Mỹ tại Việt Nam. Sau đó, bà kết hôn với một người Pháp là bác sĩ nha khoa tại Paris.

## Giai thoại
Nhiều người đồn đại Công Thị Nghĩa từng là người tình của thi sĩ Bùi Giáng. Bài thơ "Mắt buồn" là Bùi Giáng viết về Công Thị Nghĩa, sau này được Trịnh Công Sơn phổ thành ca khúc 'Con mắt còn lại'.